# لمعاتكة ولاد علال (سوق تلاتاء الغرب المركز)
لمعاتكة ولاد علال هو دُوَّار يقع بجماعة سوق الثلاثاء، إقليم القنيطرة، جهة الرباط سلا القنيطرة في المملكة المغربية. ينتمي الدوّار لمشيخة سوق تلاتاء الغرب المركز التي تضم 10 دواوير. يقدر عدد سكانه بـ 1107 نسمة حسب الإحصاء الرسمي للسكان والسكنى لسنة 2004.

## روابط خارجية
- البوابة الوطنية للجماعات الترابية نسخة محفوظة 12 مارس 2018 على موقع واي باك مشين.
- المندوبية السامية للتخطيط